# Elezioni presidenziali in Egitto del 2005
Le elezioni presidenziali in Egitto del 2005 si tennero il 7 settembre e videro la vittoria di Hosni Mubarak, riconfermato Presidente.

## Risultati
| Candidati        | Partiti                           | Voti      | %     |
| ---------------- | --------------------------------- | --------- | ----- |
| Hosni Mubarak    | Partito Nazionale Democratico     | 6 316 784 | 88,57 |
| Ayman Nur        | Partito al-Ghad                   | 540 405   | 7,58  |
| Nu'man Gum'a     | Neo-Wafd                          | 201 891   | 2,83  |
| Osama Shaltout   | Al-Takaful                        | 29 857    | 0,42  |
| Wahid al-Uqsuri  | Partito Socialista Arabo Egiziano | 11 881    | 0,17  |
| Ibrahim Turk     | Partito Unità Democrazia          | 5 831     | 0,08  |
| Mamduh Qinawi    | Partito Costituzionale Sociale    | 5 481     | 0,08  |
| Ahmad al-Sabahi  | Partito Umma                      | 4 393     | 0,06  |
| Fawzi Ghazal     | Partito Egitto 2000               | 4 222     | 0,06  |
| Rifaat al-Agrudi | Conciliazione Nazionale           | 4 106     | 0,06  |
| Totale           | Totale                            | 7 131 851 | 100   |